# Tanchuma bar Abba
R. Tanchuma bar Abba (auch Tanchum bar Abba, genauer: Berabbi Abba) war ein palästinischer Amoräer der fünften Generation und lebte und wirkte im vierten christlichen Jahrhundert.
Er war Schüler des R. Huna b. Abin und sammelte systematisch die Aggada. 
Er diskutierte öfters mit Nichtjuden über Fragen der Religion und begegnete ihnen im Geiste der Toleranz.
Seine nicht mehr vorhandenen Midraschsammlungen wurden vielfach als Grundstock von PRK (Pesiqta de Rab Kahana), PesR (Pesiqta Rabbati) und den Tanchuma-Jelamdenu-Midraschim betrachtet.
PesR enthält 80 Proömien, in denen Tanchuma als Autor genannt wird.
Mit Tanchuma bar Abba endet die Reihe der bedeutenderen palästinischen Aggadisten.